# Département de Venezuela
1821–1830
Entités précédentes :
- Capitainerie générale du Venezuela (1821)

Entités suivantes :
- District du Nord (1824)
- Province de Caracas (1830)
- Province de Carabobo (1830)

Le département de Venezuela (departamento de Venezuela, en espagnol) est une subdivision administrative de la Grande Colombie créée en 1821. Il est situé dans la partie centrale du territoire de l'actuel Venezuela, autour de sa capitale, Caracas.

## Histoire
Créé en 1820, le département de Venezuela couvre initialement tout le territoire de l'actuel Venezuela ainsi que la région à l'est du río Esequibo, aujourd'hui au Guyana. Il succède à la capitainerie générale du Venezuela.
Les départements de Zulia et de l'Orénoque sont créés en 1821, amputant celui du Venezuela de plusieurs provinces.
En 1824, la Ley de División Territorial de la República de Colombia redéfinit le découpage politico-administratif de la Grande Colombie. Le département de Venezuela est alors ramené à la partie centre de l'actuel Venezuela, une des quatre composantes, avec les départements d'Apure, Zulia et de l'Orénoque, du district du Venezuela.

Le département de Venezuela en 1820, district en 1824.
Le département de Venezuela de 1824 à 1830.

## Géographie

### Divisions administratives
Selon la Ley de División Territorial de la República de Colombia du 25 juin 1824, le département de Venezuela est subdivisé en 2 provinces :
- Province de Caracas
- Province de Carabobo